# Julmarknad

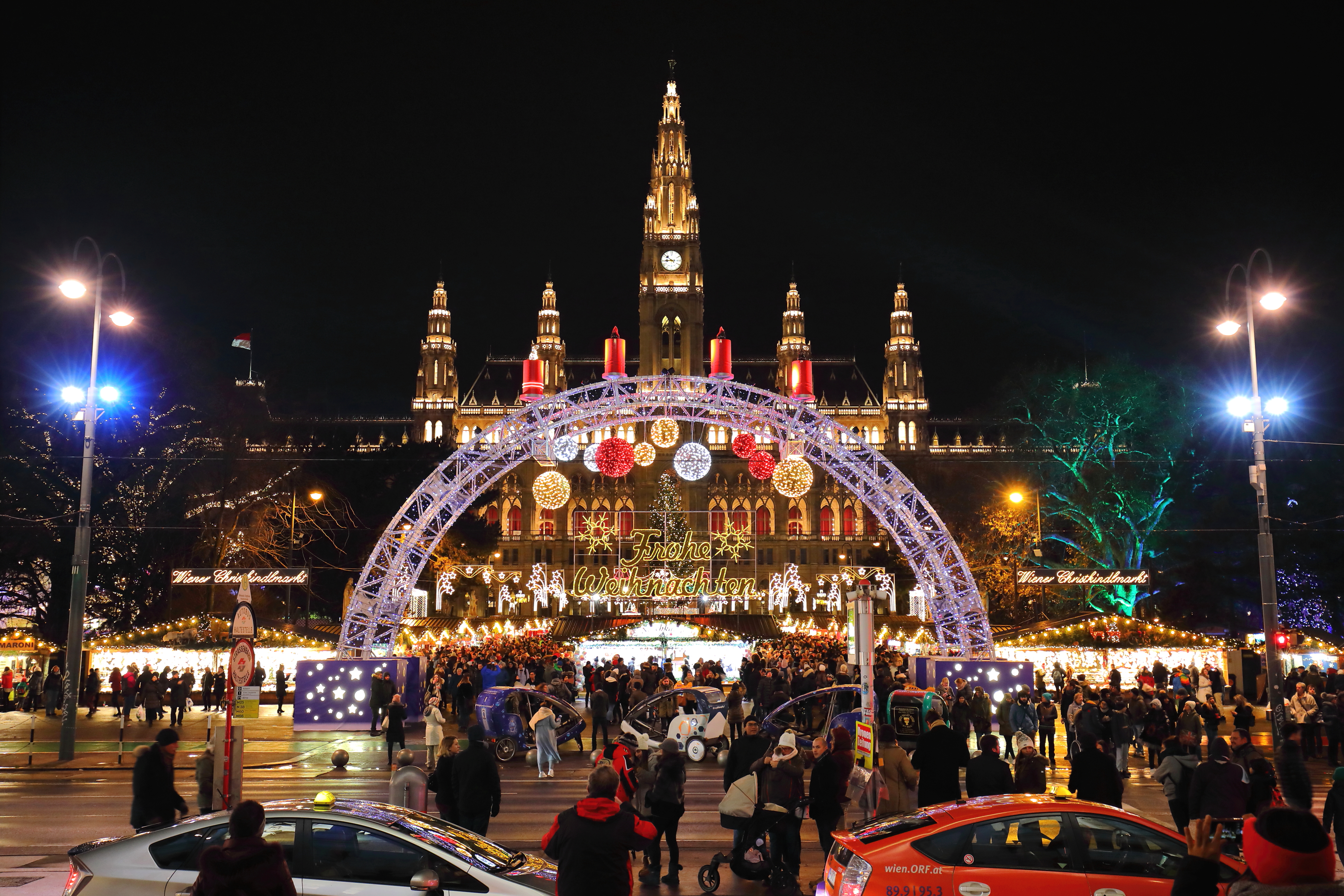
"Wiener Christkindlmarkt" i Wien.

En julmarknad är en marknad som avhålls under adventstiden, i regel fram till 23 december, ibland även till julafton eller ännu längre. Marknaden anknyter till julfirandet och har sitt ursprung i Tyskland och Österrike, men äger numera rum i många andra länder runtom i världen. Julmarknader är stämningsfulla och försäljningen prioriterar för landet traditionella matvaror, drycker och hemslöjd.

## Historik

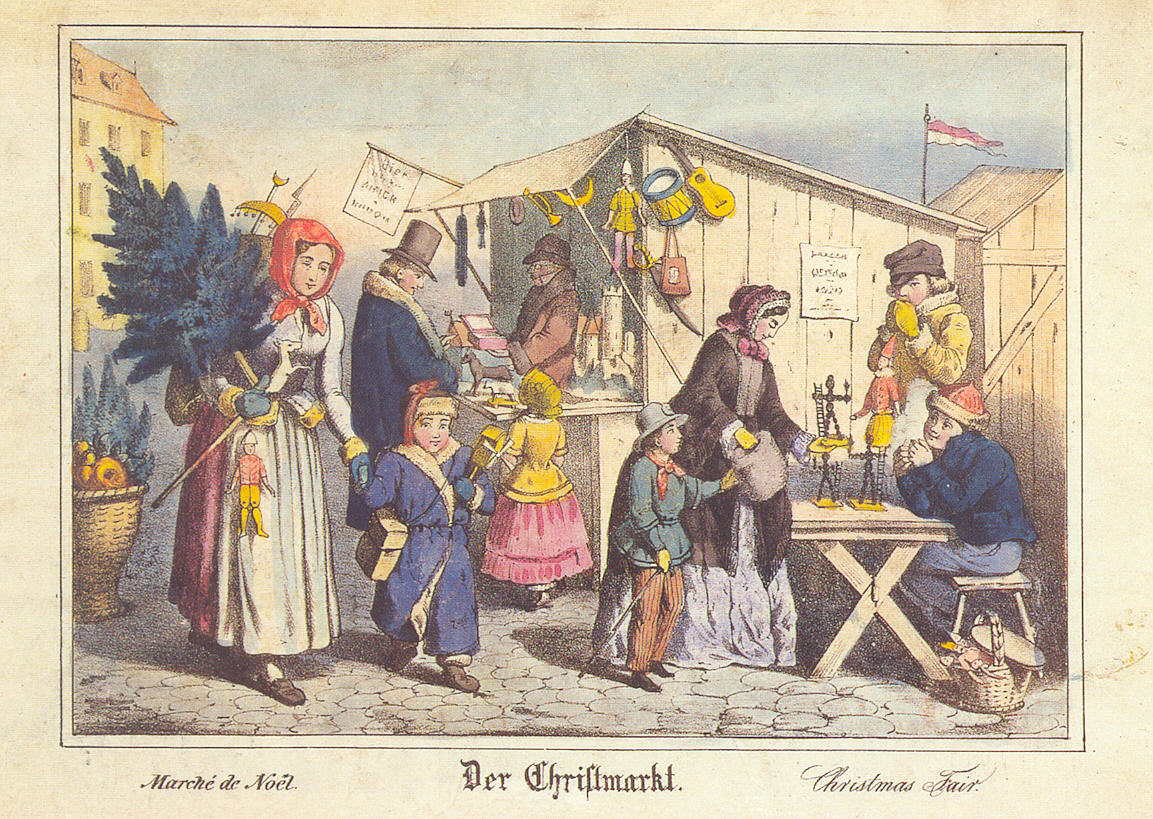
"Christkindlmarkt" i Nürnberg, 1800-tal

Julmarknadens historik går tillbaka till sena medeltiden och den tysktalande delen av Europa. En av de äldsta julmarknaderna i Tyskland är den i Dresden som började 1434, den har idag (2008) över 60 stånd och lockar mellan 1,5 och 2 miljoner besökare årligen. Julmarknaden i Bautzen i tyska Sachsen är ännu äldre, den omnämns redan 1384. Ursprungligen skulle julmarknaden ge möjlighet att inhandla varor inför vintern. Med tiden blev dessa marknaderna till en omtyckt jultradition. 
I södra Tyskland kallas marknaden ofta för Christkindlmarkt, som associerar till Christkind, alltså det lilla Jesusbarnet. Även andra namn förekommer som Adventsmarkt eller Dresdner Striezelmarkt i Dresden. Strasbourgs julmarknad heter Christkindelsmärik.
Julmarknaderna arrangeras gärna på historiska torg och platser och man saluför traditionell mat, bakverk, dryck och hemslöjd. Traditionella varor på tyska och österrikiska julmarknader är bland annat öl, brända mandlar, punsch, Lebkuchenherzen (en sorts mjuka pepparkakor), heisse Maronen (heta, rostade kastanjer), Bratwurst, Christstollen (bakverk med russin) och Glühwein (en sorts glögg).
Julmarknader har även fått spridning till andra världsdelar genom utvandrare från Tyskland och Österrike som tog med sig traditionen. Efter 1990-talet har det uppstått många nya julmarknader runtom i världen.

## Julmarknader i världen (urval)

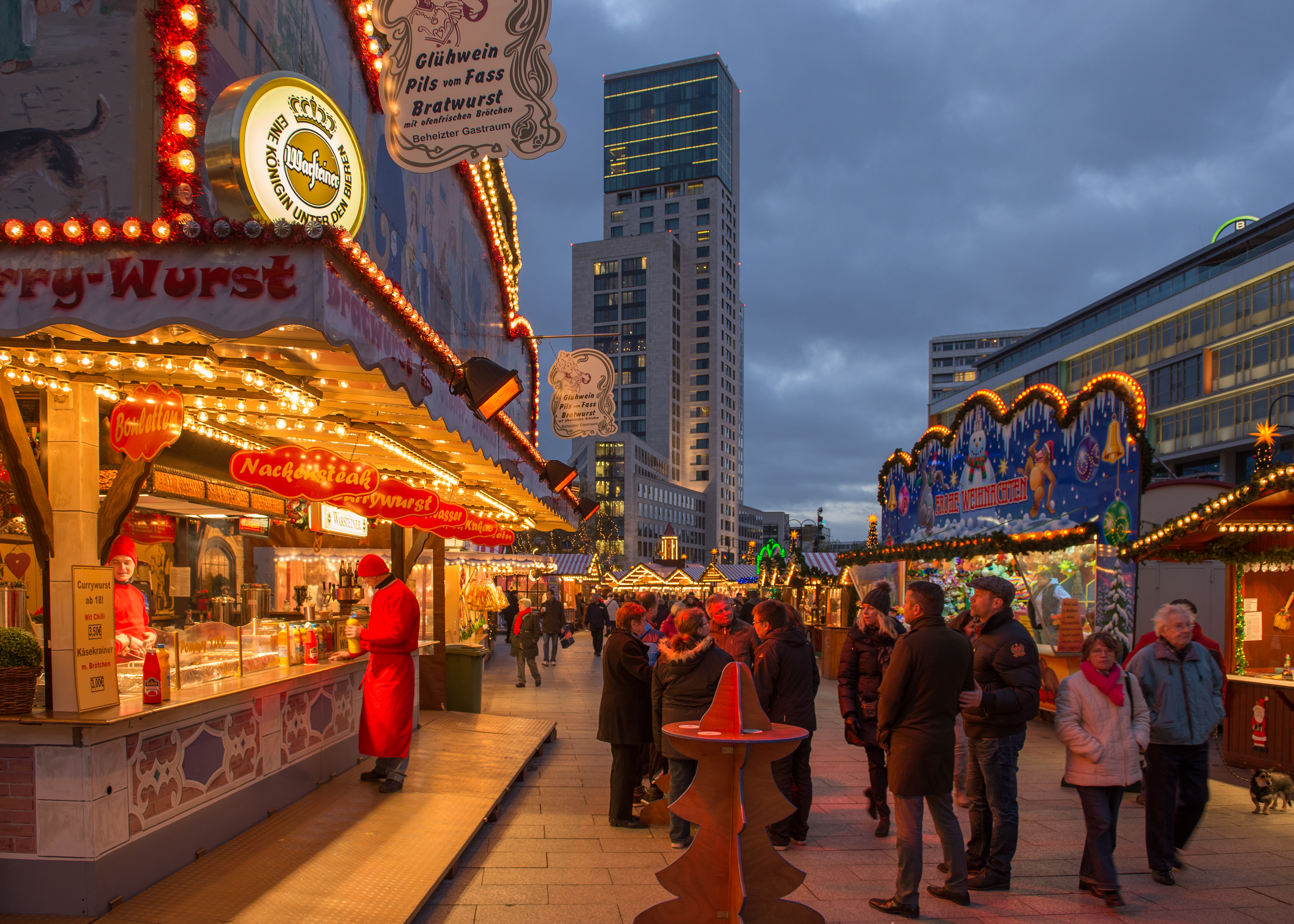
Julmarknad på Breitscheidplatz i Berlin 2013.

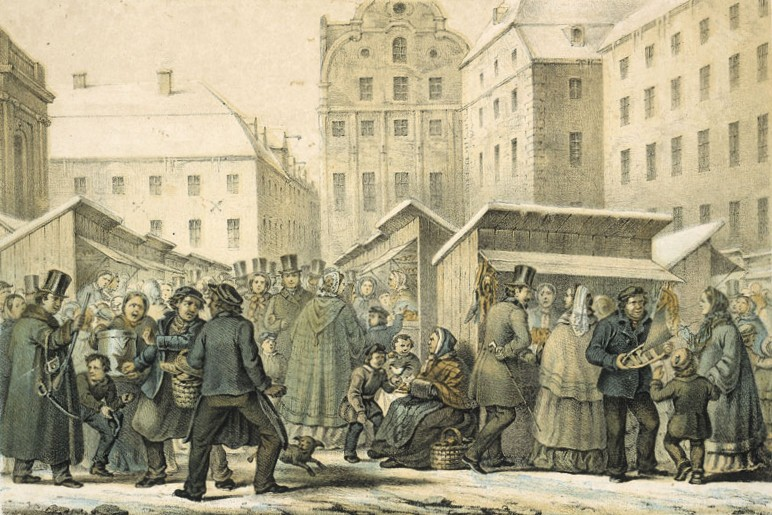
Julmarknaden på Stortorget, Carl Andreas Dahlström, 1859

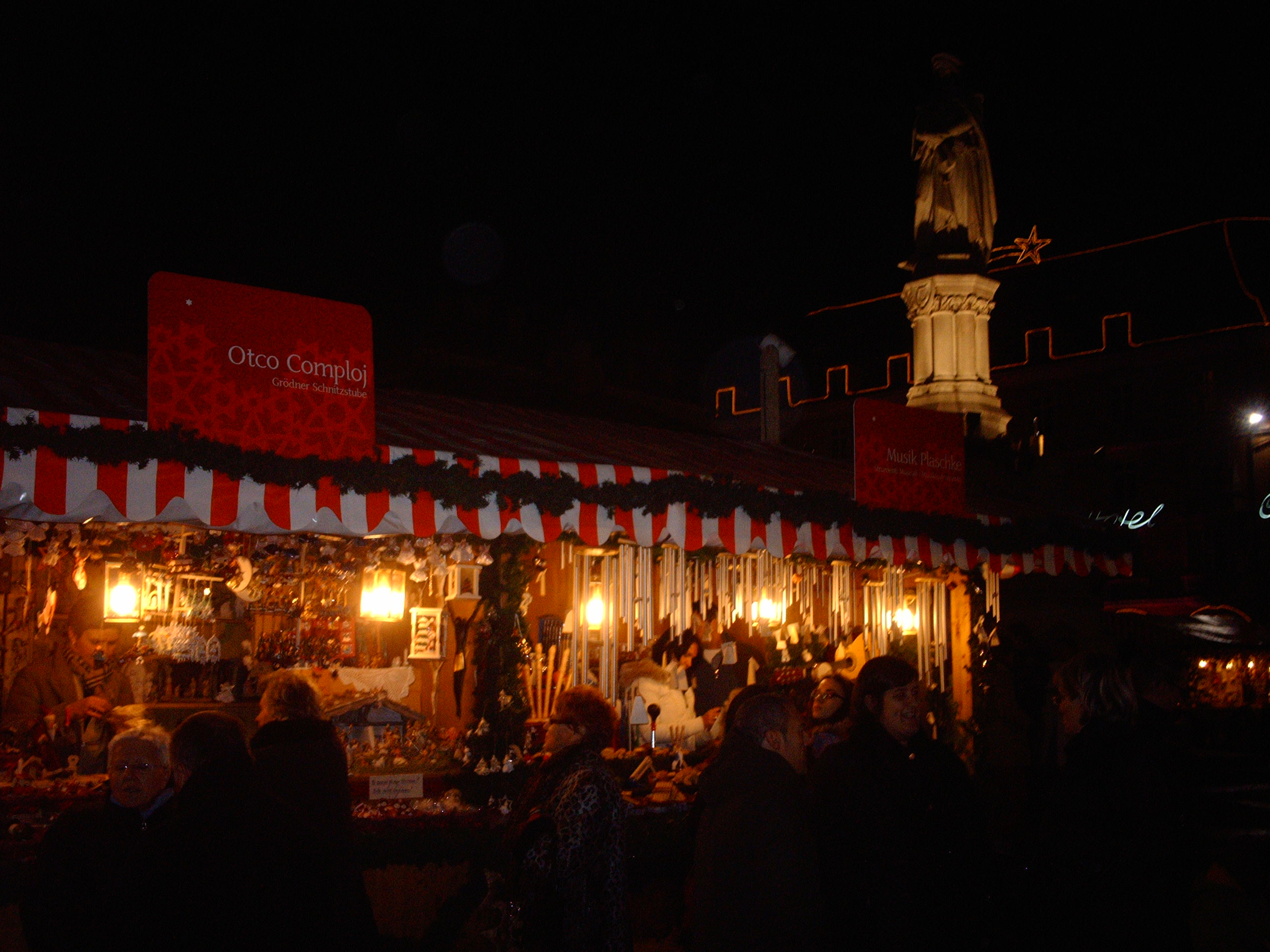
"Bozner Christkindlmarkt" i Bolzano 2006.

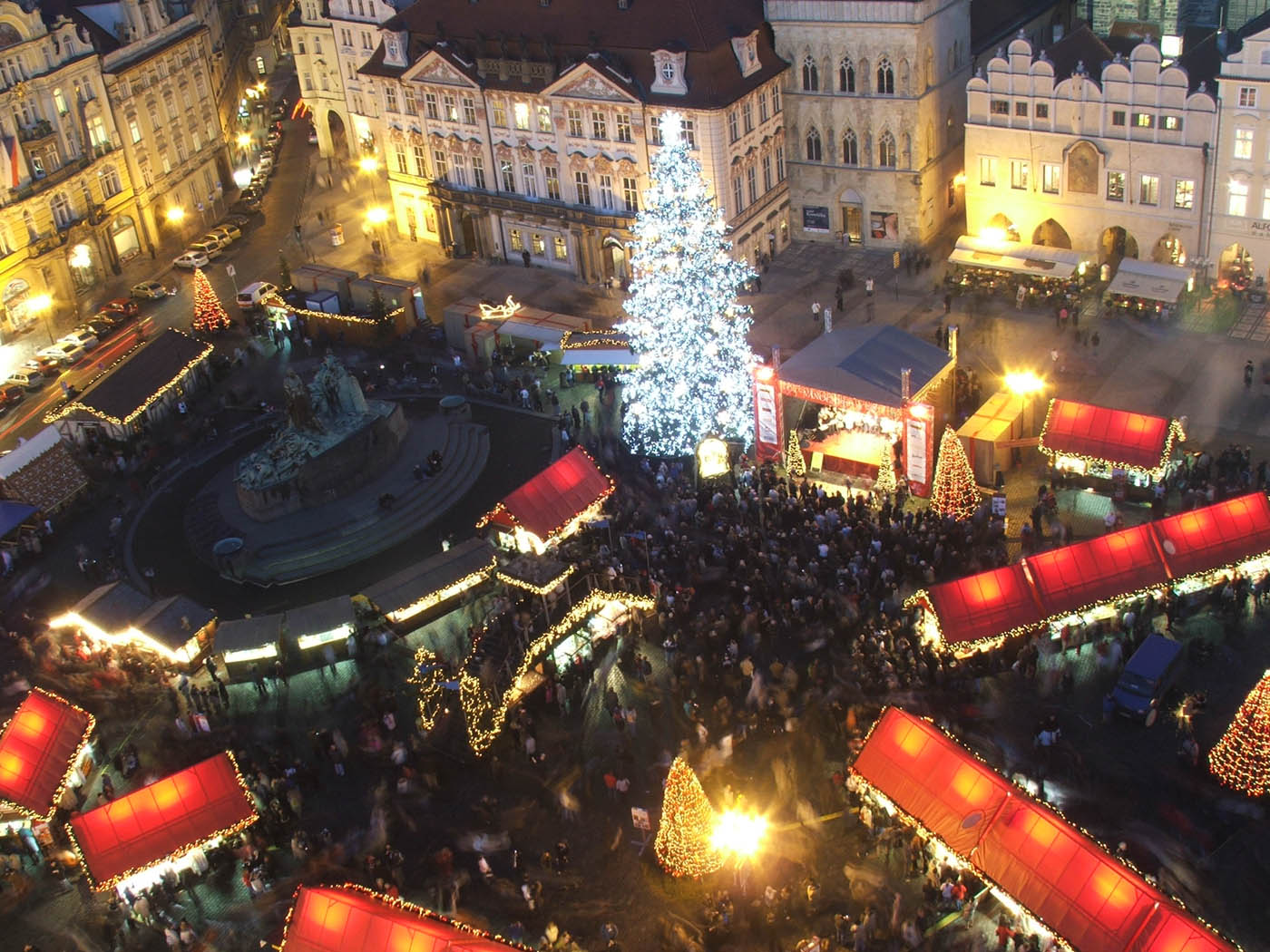
Julmarknad i Prag 2006.

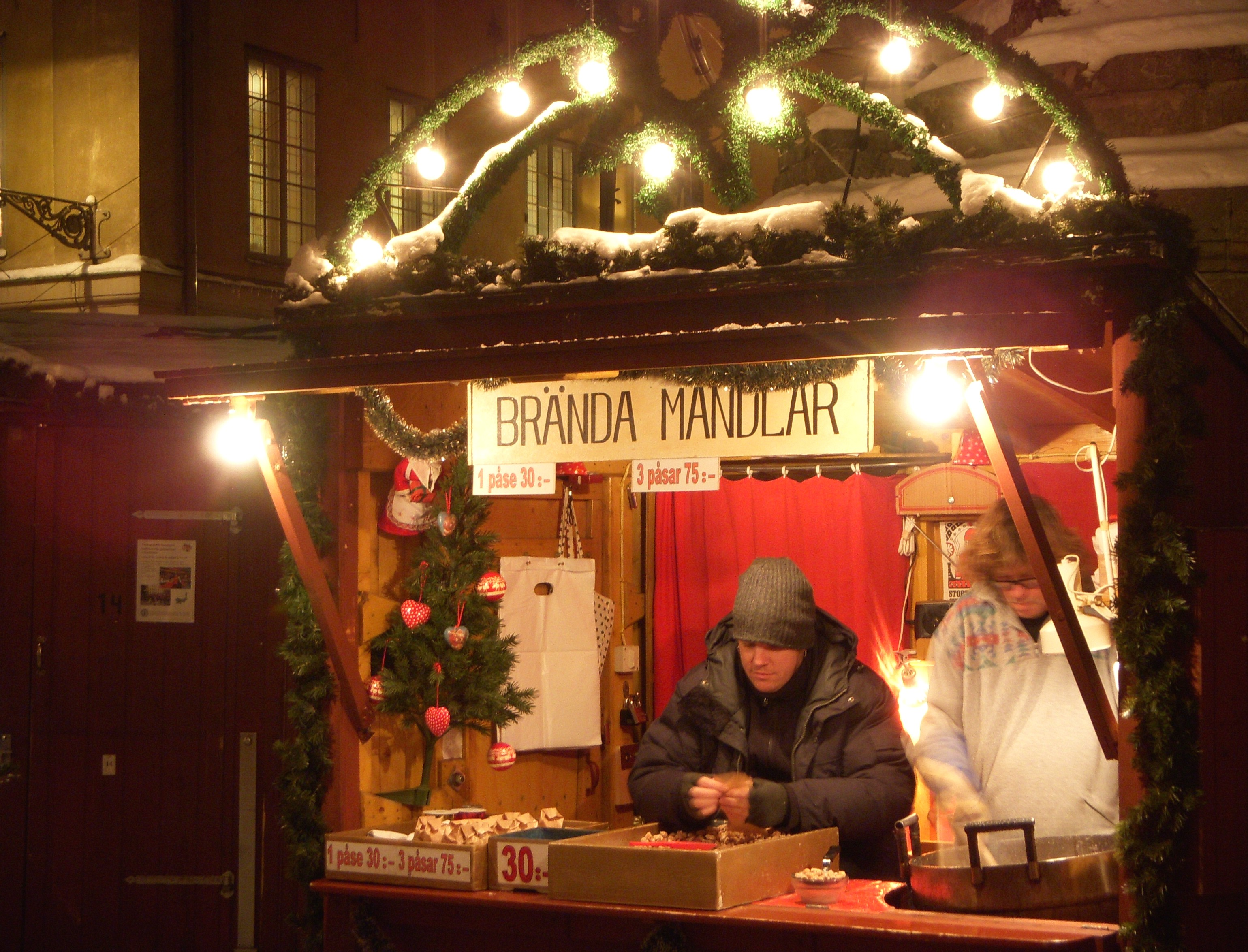
"Stortorgets Julmarknad" i Gamla stan, 2009.

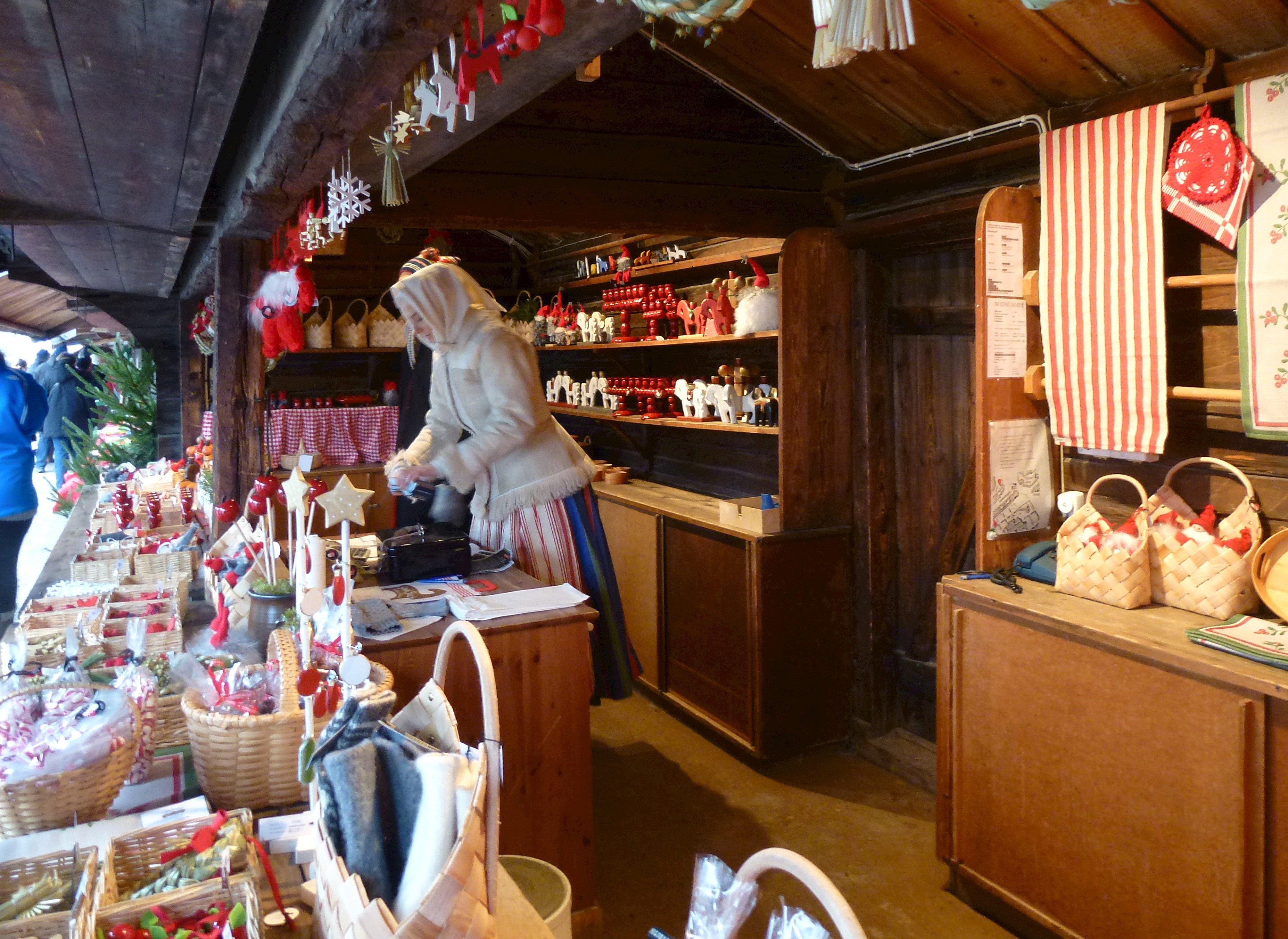
"Skansens julmarknad" på Skansen, 2013

Julmarknad på Skoklosters slott.

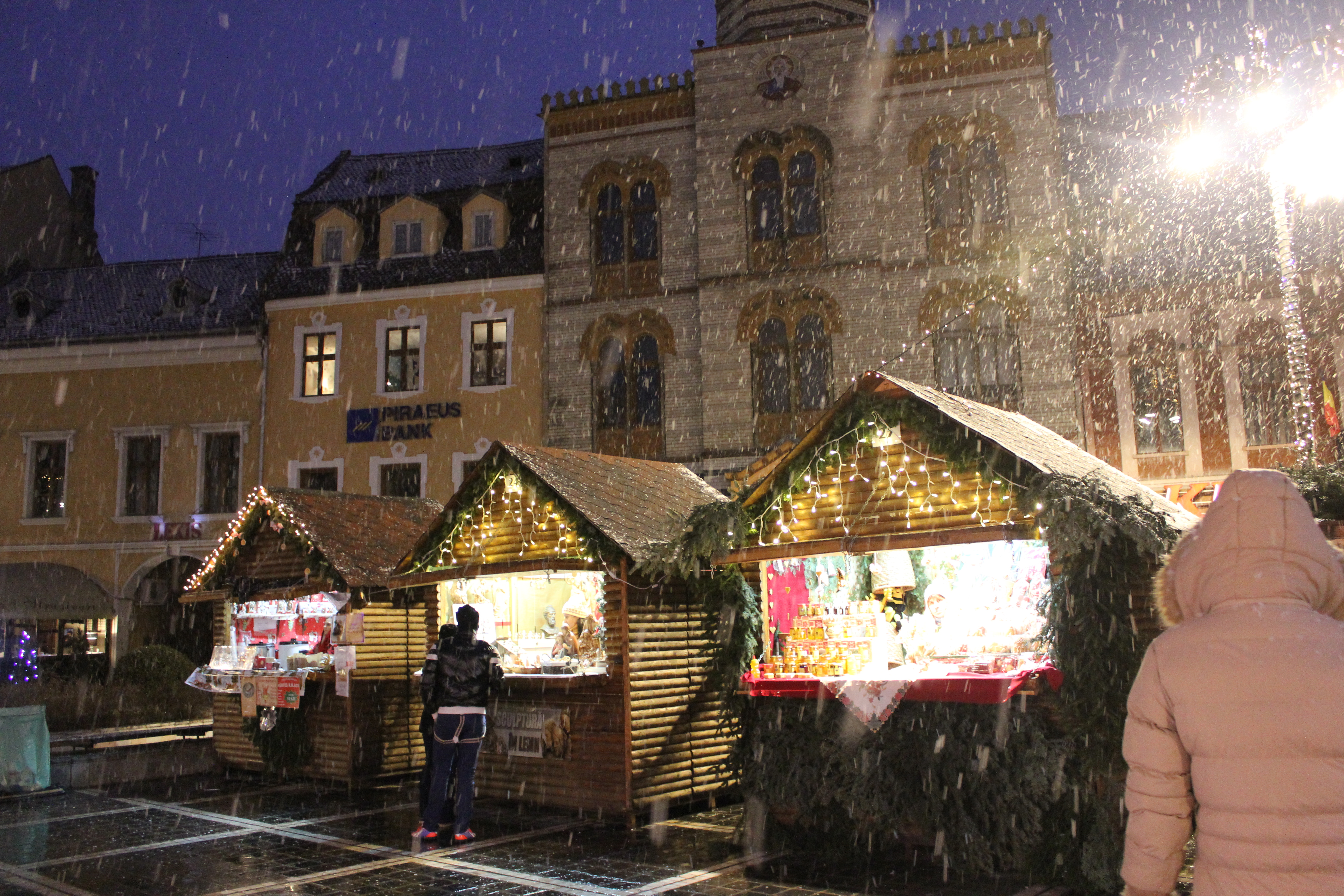
En julmarknad i Brașov.

### Danmark
Köpenhamns största julmarknad är den på nöjesfältet Tivoli. 450 000 små lampor ger julstämning tillsammans med 1100 julgranar, 2,5 kilometer girlanger och mängder av mistlar. Här säljs inga souvenirer utan riktigt hantverk, allt från keramik och porslin från Den Kongelige Porcelænsfabrik till mössor och vantar. Julmarknaden på Tivoli är öppen från mitten av november till sista december.

### Italien
Julmarknader finns i Italiens norra, tysktalande delar, till exempel Bozner Christkindlmarkt i Bolzano, grundat 1990 (80 stånd) och Meraner Adventmarkt i Merano, grundat 1992 (80 stånd).

### Tyskland
I Tyskland, som är julmarknadernas hemland, finns Weihnachtsmärkte eller Chistkindlmärkte i nästan varje stad. Större städer har flera julmarknader. Kända julmarknader finns i Dresden, Nürnberg, Stuttgart, Augsburg, Lübeck, München och Hamburg. I huvudstaden Berlin arrangeras stora julmarknader bland annat på Alexanderplatz, Breitscheidplatz, Gendarmenmarkt samt vid Potsdamer Platz och Charlottenburgs slott.
I München och Hamburg återfinns den årliga julmarknaden på städernas Rathausmarkt (rådhusplatsen). Marknaden i Stuttgart lockar cirka 3 miljoner besökare årligen och är en av landets största. Chistkindlmarkt på Marktstrasse i Bad Tölz är enligt Bayerischer Rundfunk Bayerns snyggaste.
Även Christkindlmarkt i Nürnberg har gamla anor, den har dokumenterats redan 1628. På marknaden finns över 180 bodar och cirka 2 miljoner besökare kommer årligen. Marknaden arrangeras från fredagen innan första Advent till 24 december och är mycket omtyckt.
Största julmarknaden i Tyskland finns i Dortmund med över 300 bodar och 3 miljoner besökare.

### Schweiz
Större julmarknader i Schweiz finns bland annat i Einsiedeln  med 110 stånd och i Bremgarten, som är med över 300 stånd landets största.

### Sverige
Stortorgets julmarknad, Stockholm
En julmarknad i centrala Stockholm är Stortorgets julmarknad på Stortorget i Gamla stan. Den arrangeras av Stockholmsgillet och äger rum cirka en månad före jul och brukar slutar den 23 december. Denna julmarknad har gamla anor och det finns flera illustrationer från 1800-talet som Carl Andreas Dahlström färglitografi från 1859 eller en idyll från julmarknaden 1874 av Otto August Mankell. Den stora julgranen fanns ännu inte på Stortorget. Granen till jul hade inte riktigt slagit igenom på 1800-talets andra hälft och såldes bara på några få platser i staden.
Stortorgets julmarknad lades ner 1907, men år 1915 öppnades den på nytt, huvudsakligen på Gillets initiativ. Gillet äger de 38 faluröda bodarna, som hyrs ut till hantverkare och andra med försäljning av svenska produkter som hemslöjd, matvaror, sötsaker och glögg. Överskottet från julmarknaden går till Gillets verksamhet.
Lisebergs julmarknad
Julmarknaden på Liseberg i Göteborg öppnade 1999 och räknas till Sveriges största.[källa behövs] I ett åttiotal röda och vita bodar och i butiker längs parkens promenadstråk hittar man allt från julgranskulor och renfällar till sill och praliner.
Skansens julmarknad
Julmarknaden på Skansen på Djurgården i Stockholm anordnades första gången 1903 och är sedan dess en obruten tradition. Marknaden hålls i regel på adventshelgerna. Bland julmarknadens klassiska julvaror som senap, korvar, halmbockar, kransar, glas och textilier finns även gammaldags juldekorationer, julkakor, trähantverk och sameslöjd. Under julmarknadsdagarna kan man också besöka de öppna verkstäderna i Stadskvarteren där olika historiska yrken har öppet i juletid. I julmarknaden ingår också butikerna i Stockholms glasbruk, Skansenbutiken, butiken i Logen, keramikverkstaden och Bageriet. De kulturhistoriska husen och boktryckarbostaden i Stadskvarteren har dukade julbord eller kaffebord. Julgranen står pyntad i Posthuset från Virserum i Småland.

### Österrike
Österrikes största julmarknad är Wiener Christkindlmarkt i Wien som går tillbaka till 1764. Sedan 1975 äger den rum på rådhusplatsen. År 2007 fanns här 138 torgbodar. I Wien finns ytterligare ett 15-tal julmarknader. Salzburgs traditionella julmarknad äger rum i Altstadt och marknaden har sina rötter i 1400-talet. Även i Innsbruck finns julmarknaden under hela adventstiden i stadens Altstadt (gamla staden).

### Andra länder
Traditionella julmarknader finns även i Prag, Luxemburg, Elsass och Lothringen. Bland de äldsta räknas Christkindelsmärik i Strasbourg som började 1570. 
I de engelsktalande delarna av Europa och övriga världen fanns traditionellt inga julmarknader, men man börjar kopiera konceptet och sedan 1990-talet har det uppstått marknader i bland annat Chicago (sedan 1995), Denver (sedan 1999), Birmingham (sedan 1997), Bristol (sedan 1998) och Edinburgh (sedan 2000). Den största julmarknaden utanför Tyskland och Österrike lär vara den i Birmingham, som har 180 marknadsstånd och får närmare 3 miljoner besökare årligen.